# Hessenreuther Wald

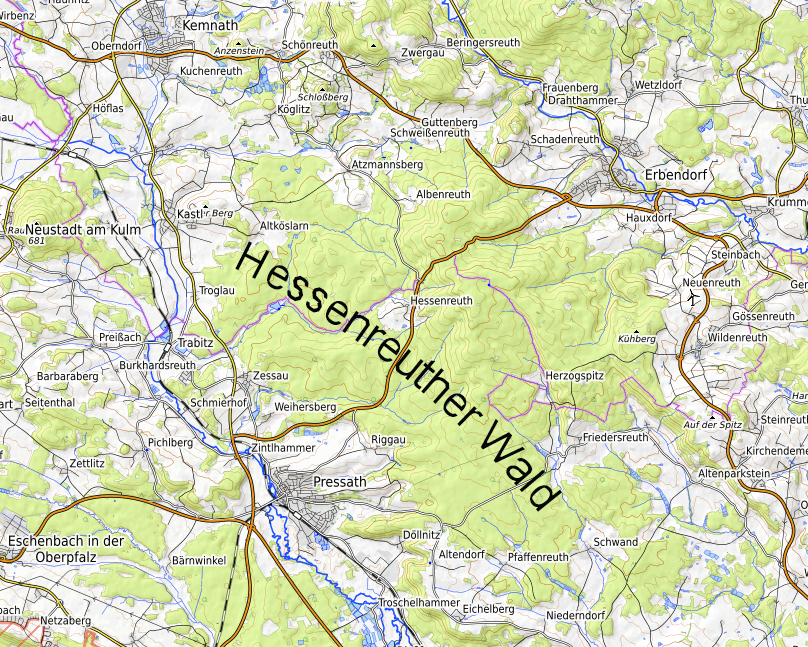
Karte des Hessenreuther Waldes

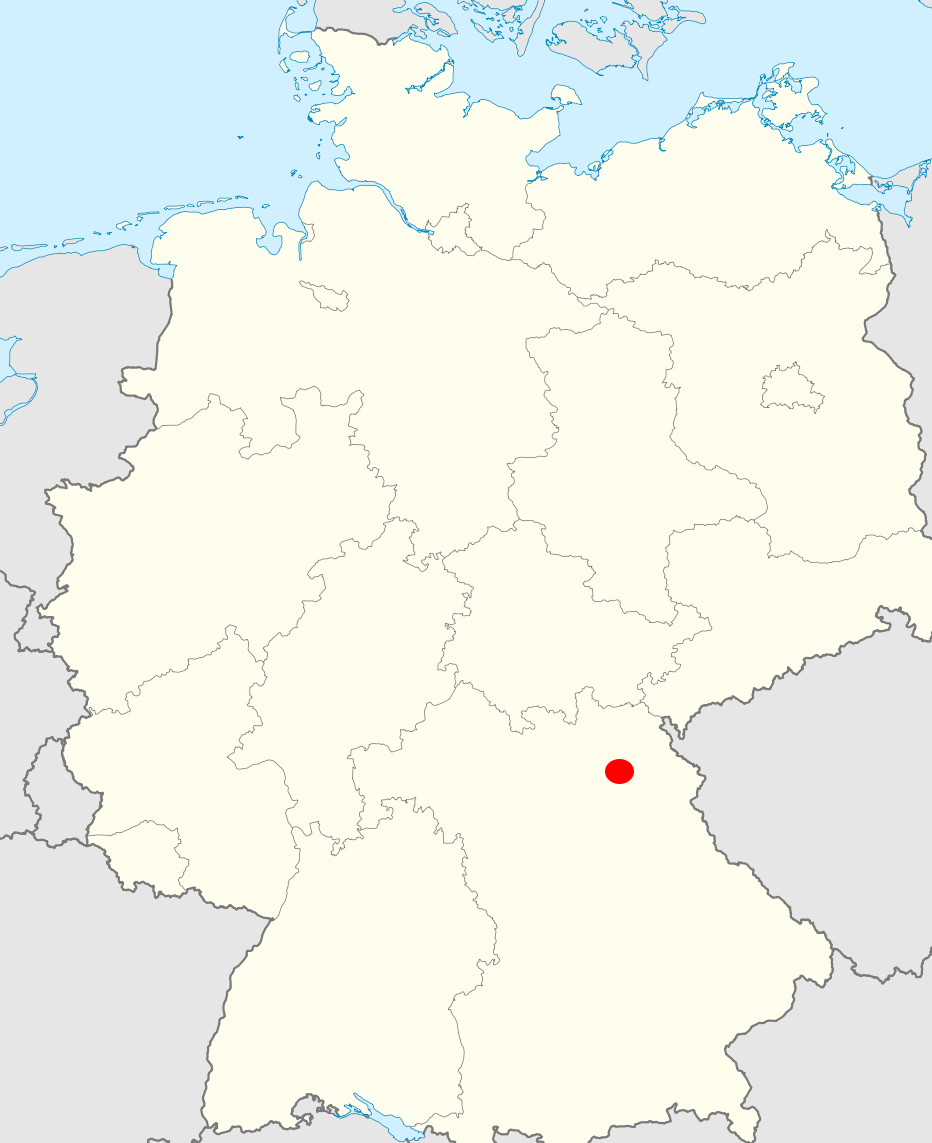
Hessenreuther Wald Deutschland

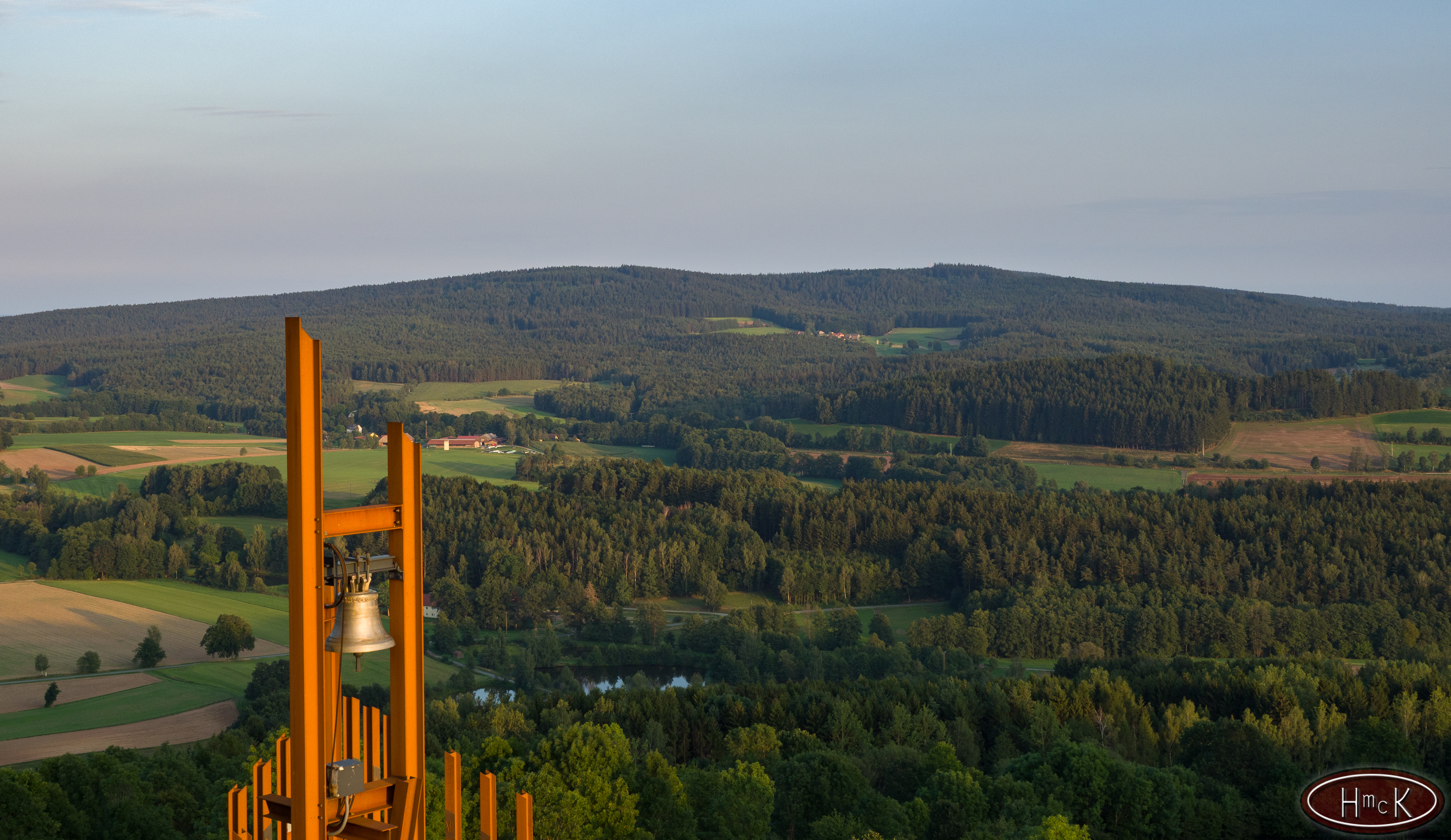
Blick vom Waldecker Schlossberg zum Hessenreuther Wald

Der Hessenreuther Wald liegt in der nördlichen Oberpfalz zwischen Pressath, Kastl und Erbendorf.

## Natur
Der Hessenreuther Wald ist eines der noch wenigen großen zusammenhängenden und naturnahen Waldgebiete Nordostbayerns. Er ist Auswilderungsgebiet des Habichtskauzes. Zudem sind seltene Vogelarten wie Schwarzstorch, Rotmilan, Baumfalke, Seeadler sowie diverse Fledermausarten dort beheimatet. Hier befindet sich außerdem einer von nur sechs süddeutschen Brutplätzen des bundes- und europaweit gefährdeten Fischadlers.
Das Gebiet ist dünn besiedelt mit kleineren Ortschaften. Die Wälder liegen in einer Höhe von ca. 500–600 Meter ü. NN. Die Landschaft ist außerdem geprägt von Felsformationen mit Blockhalden, Wiesen, kleinen Waldbächen, sowie stehenden Gewässern und vereinzelt auch moorigen Flächen.

## Ortschaften (Auswahl)
| - Albenreuth - Atzmannsberg - Altköslarn - Altendorf - Aschenhof - Döllnitz - Eppenhof - Erbendorf - Friedersreuth - Glashütte | - Guttenberg - Herzogspitz - Hessenreuth - Kastl - Kemnath - Köglitz - Neuenreuth - Pfaffenreuth - Pressath - Riggau | - Schwand - Schweissenreuth - Trabitz - Troglau - Weihersberg - Wildenreuth - Zessau |

## Wintersport
- Im Winter gibt es eine Langlauf-Loipe für Ski-Langläufer.[2]